# Клей (Пенсільванія)
Клей (англ. Clay) — переписна місцевість (CDP) в США, в окрузі Ланкастер штату Пенсільванія. Населення — 1869 осіб (2020).

## Географія
Клей розташований за координатами 40°13′9″ пн. ш. 76°14′21″ зх. д. / 40.21917° пн. ш. 76.23917° зх. д. (40.219045, -76.239033).  За даними Бюро перепису населення США в 2010 році переписна місцевість мала площу 5,81 км², з яких 5,78 км² — суходіл та 0,03 км² — водойми.

## Демографія
Згідно з переписом 2010 року, у переписній місцевості мешкало 1559 осіб у 607 домогосподарствах у складі 466 родин. Густота населення становила 269 осіб/км².  Було 645 помешкань (111/км²).
Расовий склад населення:
| - 94,5 % — білих - 2,8 % — азіатів - 0,3 % — корінних американців - 0,3 % — чорних або афроамериканців - 1,2 % — осіб інших рас |

До двох чи більше рас належало 1,0 %. Частка іспаномовних становила 2,6 % від усіх жителів.
За віковим діапазоном населення розподілялося таким чином: 22,0 % — особи молодші 18 років, 58,5 % — особи у віці 18—64 років, 19,5 % — особи у віці 65 років та старші. Медіана віку мешканця становила 43,3 року. На 100 осіб жіночої статі у переписній місцевості припадало 99,4 чоловіків;  на 100 жінок у віці від 18 років та старших — 92,1 чоловіків також старших 18 років.
Середній дохід на одне домашнє господарство  становив 93 777 доларів США (медіана — 49 191), а середній дохід на одну сім'ю — 103 560 доларів (медіана — 61 750). За межею бідності перебувало 17,2 % осіб, у тому числі 30,4 % дітей у віці до 18 років та 10,9 % осіб у віці 65 років та старших.
Цивільне працевлаштоване населення становило 829 осіб. Основні галузі зайнятості: виробництво — 20,5 %, освіта, охорона здоров'я та соціальна допомога — 19,4 %, роздрібна торгівля — 17,5 %.